# Vantanea obovata
Vantanea obovata är en tvåhjärtbladig växtart som först beskrevs av Christian Gottfried Daniel Nees von Esenbeck och Mart., och fick sitt nu gällande namn av George Bentham. Vantanea obovata ingår i släktet Vantanea och familjen Humiriaceae. Inga underarter finns listade i Catalogue of Life.

## Bildgalleri

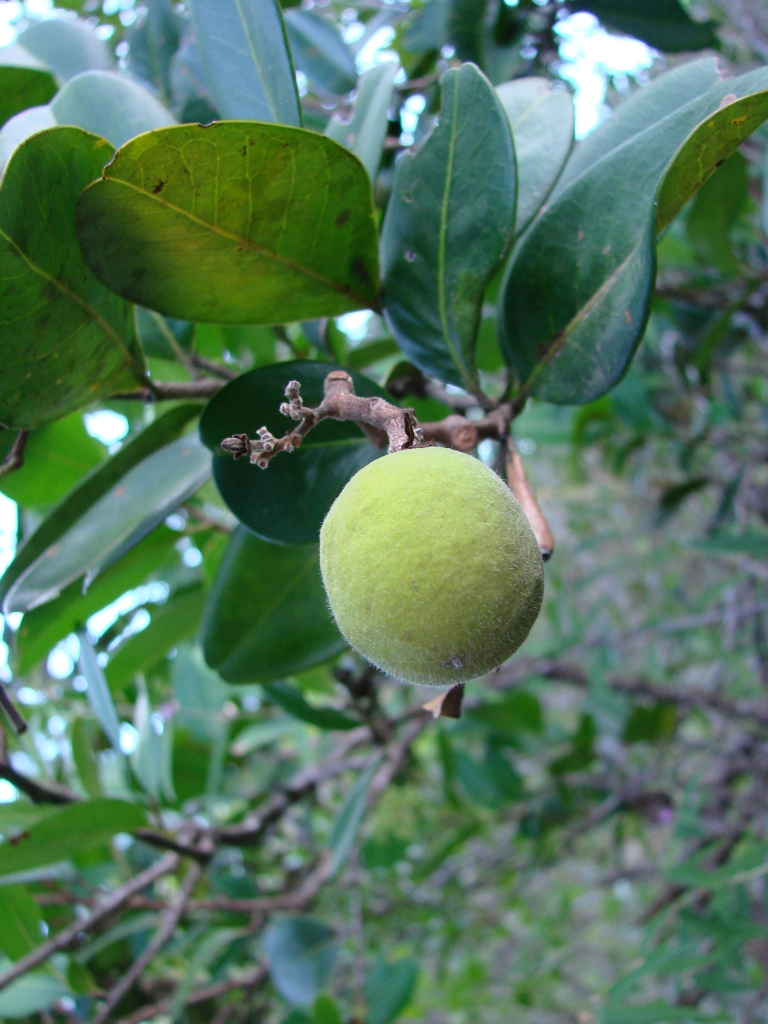
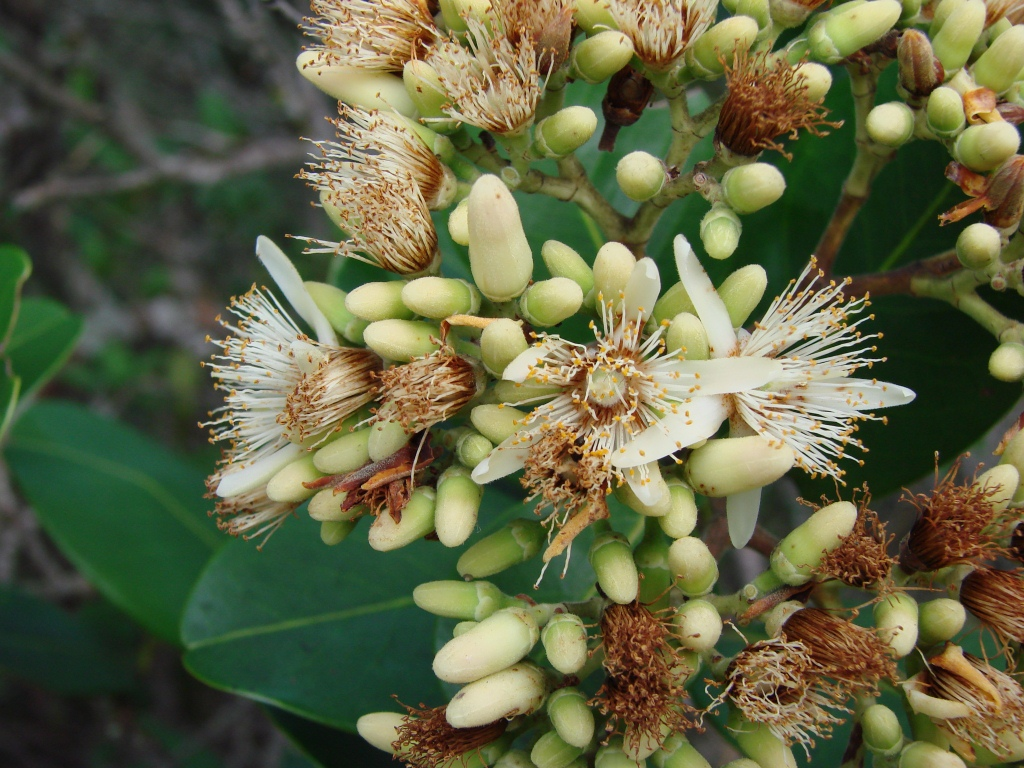
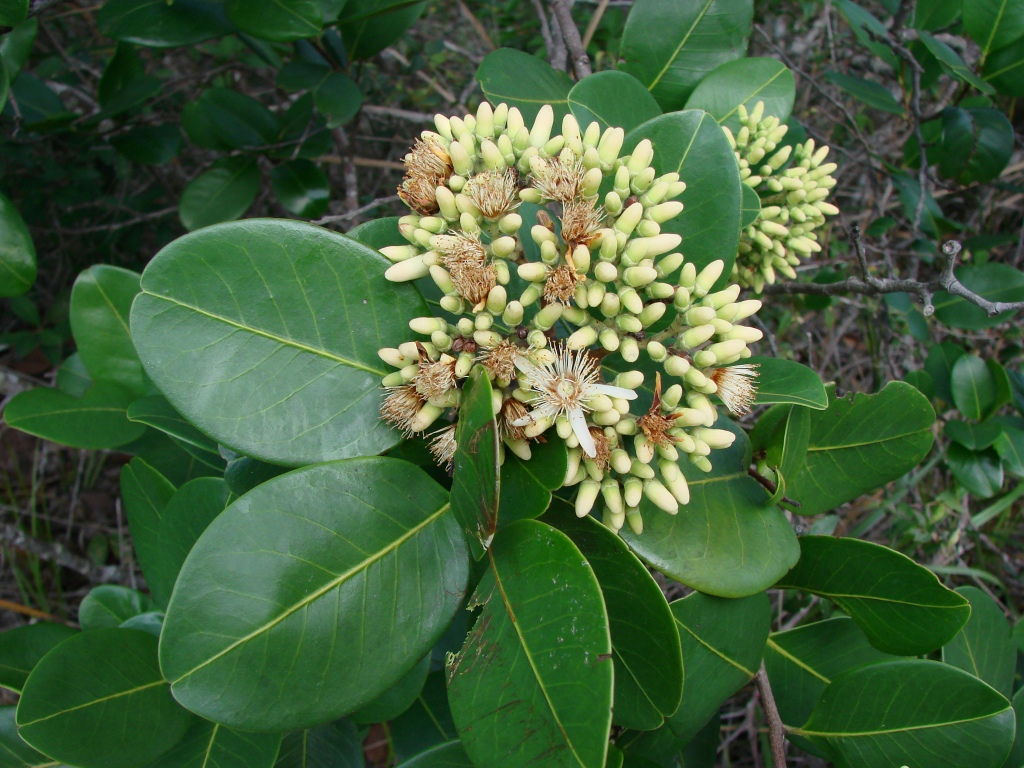